# On a tué la Reine !
 (octobre 2023).
Si vous disposez d'ouvrages ou d'articles de référence ou si vous connaissez des sites web de qualité traitant du thème abordé ici, merci de compléter l'article en donnant les références utiles à sa vérifiabilité et en les liant à la section « Notes et références ».
On a tué la Reine ! est un roman historique de Juliette Benzoni paru en 2008. Il compose le premier volet de la série Le Temps des poisons.